# Roller Derby Girl
Roller Derby Girl (Serientitel in den USA: Pacemakers (1948-1949 season) #9: Roller Derby Girl) ist ein US-amerikanischer Kurzfilm aus dem Jahr 1949 von Justin B. Herman. Der Film erhielt eine Oscarnominierung. 

## Handlung
Jean Porter, eine junge Frau mit indianischen Vorfahren, will beim Roller Derby teilnehmen, einem Wettkampf auf Rollschuhen. Sie absolviert das harte Training und wird Mitglied in einem Profiteam. Die erfahrene Midge Brasuhn zeigt ihr, wie hart der Sport sein kann. Jean besteht durch Entschlossenheit und Stehvermögen.

## Produktion, Veröffentlichung
Der Film wurde am 8. Juli 1949 fertiggestellt und ist Teil der Pacemaker-Serie von Paramount Pictures.
Am 10. Juli 1949 wurde er in den USA uraufgeführt.

## Auszeichnung
1950 wurde Justin B. Herman mit dem von ihm produzierten Film in der Kategorie „Bester Kurzfilm“ (eine Filmrolle) für den Oscar nominiert, konnte sich jedoch nicht gegen Jack Eaton und seinen Film Aquatic House Party durchsetzen.